# 梅蘭號驅逐艦 (DD-31)
梅蘭號驅逐艦（舷號DD-31）是一艘隸屬於美國海軍的驅逐艦，為保爾丁級驅逐艦的10號艦。她是美軍第一艘以梅蘭為名的軍艦，以紀念美國獨立戰爭時期的海軍軍官約翰·梅蘭（John Mayrant）。
梅蘭號在1909年於克雷普父子造船廠開始建造，在1910年下水，於1911年服役。接著梅蘭號留在大西洋執勤。美國參與第一次世界大戰後，梅蘭號被派往歐洲海域，掩護協約國商船。戰後梅蘭號在1919年退役，最後在1935年除籍出售拆解。